# The Big Pink
The Big Pink est un groupe de rock électronique indépendant britannique, originaire de Londres, en Angleterre. Formé en 2007, le groupe, initialement composé de Robertson Furze à la guitare et de Milo Cordell au clavier, fait appel à plusieurs musiciens en studio et sur scène pour les compléter musicalement.
Signé chez le label 4AD, le groupe sort son premier album A Brief History of Love en septembre 2009 pour lequel il se voit décerner le Philip Hall Radar Award du « meilleur nouveau groupe » en février 2009 par le NME. Leur deuxième album, Future This, est publié début 2012 et une troisième est en cours d'enregistrement.

## Biographie

### Débuts (2007–2009)
Le nom The Big Pink est tiré du premier album studio Music from Big Pink du groupe canadien The Band, publié en 1968. Après avoir joué de la guitare pendant un moment pour Alec Empire, Robertson Furze quitte le label Hate Channel et met un terme à son groupe Panic DHH en 2007 afin de s'associer avec Milo Cordell, fils du producteur britannique Denny Cordell et frère du musicien Tarka Cordell. Milo Cordell dirige alors le label Merok Records qui a publié quelques artistes de noise rock, tels que Klaxons, Titus Andronicus et Crystal Castles. Le nouveau groupe produit son premier single, Too Young to Love, en vinyle 7" le 7 octobre 2008 sur le label House Anxiety. Limité à 500 exemplaires dans le monde, la pochette présente une photographie homoérotique de Dennis Cooper. Une version limitée au Japon du single en format 12" contient d'autres images de l'artiste.
En février 2009, The Big Pink signe avec le label britannique 4AD et remporte le 25 février le Philip Hall Radar Award du « meilleur nouveau groupe » lors des NME Awards. La récompense leur est remise par James Allan et Caroline McKay du groupe Glasvegas, vainqueur l'année précédente. En parallèle, le magazine musical NME sort la compilation Pictures of You: A Tribute to Godlike Geniuses The Cure en l'honneur de The Cure et sur laquelle le duo reprend la chanson Lovesong.
En avril, The Big Pink publie un nouveau single, Velvet, le premier chez 4AD. Pitchfork le décrit comme « indéniablement immense, mais c'est un hommage à l'habileté et la maturité dont a su faire preuve The Big Pink pour toujours garder un son intime ». La chanson est une nouvelle fois produite par le groupe et mixée par Alan Moulder. Le groupe Gang Gang Dance effectue un remix de sept minutes du morceau et le met en ligne. Le groupe fait alors la première partie de TV on the Radio en Europe puis débute sa première tournée britannique avec le T in the Park le 12 juillet.

### A Brief History of Love(2009–2010)
À la rentrée, le single phare du futur album, Dominos, est publié le 7 septembre 2009 et atteint la 27e position du classement des singles au Royaume-Uni avant que l'album A Brief History of Love ne sorte à son tour une semaine plus tard. Le duo enregistre et produit l'album soi-même aux Electric Lady Studios de New York et le mixage est réalisé par Rich Costey. Milo Cordell décrit sur BBC 6 Music l'album comme « englobant chaque aspect de l'amour... le bon, le mauvais, l'ennuyeux, l'excitant, les rêves, les cauchemars, dans son ensemble ». Il se classe 56e à l'UK Albums Chart.
The Big Pink débute alors une tournée mondiale avec des concerts dans plusieurs grandes villes du Royaume-Uni en octobre,, d'Europe et des États-Unis en novembre et décembre,,. Ils continuent en 2010 avec des dates en Australie,, puis de nouveau en Amérique du Nord,. Ils font également la première partie de Muse à Wembley le 10 septembre avant de les accompagner tout au long de leur tournée britannique en novembre aux côtés de Biffy Clyro. Pour l'occasion, le duo fait une version remixée de la chanson de Muse Undisclosed Desires, qui est publiée le 16 novembre en single.
Le 24 février 2010, le single Dominos remporte le NME Awards de la « meilleure chanson ».

### Future This(2011–2012)
Lorsque Robertson Furze évoque le deuxième album studio dans une interview au NME en octobre 2011, il dit qu'ils ont discuté avec Nick Launay et Dave Fridmann pour le produire mais qu'ils ont finalement choisi Alan Moulder car « leur cœur est avec lui ». Au cours du mois, le premier single, Stay Gold, est publié.
Future This, le deuxième album, est publié le 16 janvier 2012. Sur celui-ci, la chanson Lose Your Mind commence avec un sample du single Happy House de Siouxsie and the Banshees,,, tandis que le second single Hit the Ground (Superman) s’appuie sur une chanson du groupe Laurie Anderson.

### Troisième album (depuis 2013)
En septembre 2012, le groupe confirme sur ses comptes Facebook et SoundCloud qu'il enregistre actuellement son troisième album. En février 2013, Milo Cordell quitte la formation pour créer son propre label à New York. Avec les nouveaux membres du groupe présentés en octobre 2015, Robbie Furze publie Hightimes le 11 novembre, le premier single depuis trois ans, annonçant également l'EP Empire Underground pour le 22 janvier 2016 et un album studio plus tard dans l'année. Andrew Wyatt, Beth Ditto et Dave McCracken y participent et le mixage est réalisé par Alan Moulder.
Le 26 janvier 2016, Big Pink publie un clip du morceau Hightimes, suivi par un EP quatre titres intitulé Empire Underground,. Le groupe se mettra en studio à Los Angeles, pour un troisième album annoncé en 2017.

## Membres

### Membres actuels
- Robertson « Robbie » Furze - chant, guitare, programmation
- Akiko Matsuura - batterie, chœurs
- Charlie Barker - basse, chœurs

### Ancien membre
- Milo Cordell - synthétiseur, clavier, chant, programmation
- Mary Charteris - chant, programmation
- Jesse Russell - basse
- Free Hallas - batterie

### Anciens membres live
- Akiko Matsuura - batterie, chant
- Jo Apps - chœurs
- Valentine Fillol-Cordier - chœurs
- Daniel O'Sullivan - multi-instruments
- Victoria Smith - batterie
- Leopold Ross - basse
- Adam Prendergast - basse